# Francoska kolonialna arhitektura
Francoska kolonialna arhitektura vključuje več slogov arhitekture, ki so jih uporabljali Francozi med kolonizacijo. Številne nekdanje francoske kolonije, zlasti tiste v Jugovzhodni Aziji, prej niso želele promovirati svoje kolonialne arhitekture kot prednosti za turizem; vendar je v zadnjem času nova generacija lokalnih oblasti arhitekturo nekoliko »poprijela« in jo začela oglašati. Francoska kolonialna arhitektura ima dolgo zgodovino, ki se je začela v Severni Ameriki leta 1604 in je bila najbolj aktivna na zahodni polobli (Karibi, Gvajana, Kanada, Louisiana) do 19. stoletja, ko so Francozi svojo pozornost bolj usmerili v Afriko, Azijo in Pacifik.

## V Kanadi
Francoske naselbine v Kanadi segajo v sredino 16. stoletja do francoskega poraza v sedemletni vojni, kjer je Angleška krona leta 1763 kot rezultat Pariške pogodbe priključila Novo Francijo. Naselja v regijah so bila obsežna, zato se bogata arhitekturna zapuščina iz tistega obdobja kaže zlasti v mestu  Québec, pa tudi v mestu Montréal ki ima precejšnje število kanadskega prebivalstva. Večina stavb, zgrajenih v francoskem kolonialnem obdobju, je uporabljala težek leseni okvir iz hlodov, nameščen navpično na prag, poteaux-sur-sol ali v zemljo, poteaux-en-terre. Za nabijanje med hlodi so uporabljali polnilo iz apnene malte ali gline, pomešane z drobnimi kamenčki (pierotage) ali mešanico blata, mahu in živalske dlake (bousillage). Velikokrat bi kasneje polnilo zamenjali z opeko. Ta metoda gradnje je bila uporabljena v državi Illinois in Louisiana. Splošne značilnosti francoskega kolonialnega stanovanja so vključevale dvignjeno klet, ki je podpirala tla primarnih bivalnih prostorov doma. Zunanje stopnice so bile še en pogost element; stopnice so se pogosto povzpele do značilne verande v polni dolžini ali galerije na fasadi hiše. Streha nad verando je bila običajno del celotne strehe. Francoske kolonialne strehe so bile strme dvokapne strehe z mansardami ali čopaste dvokapne strehe. Na verando ali galerijo se je pogosto dostopalo skozi francoska okna (vrata). Francoski kolonialni domovi na ameriškem jugu so običajno imeli zunanje stene s štukaturo.
- Mesto Quebec predstavlja verjetno najboljši primer urbane kolonialne arhitekture v Severni Ameriki
- Manoir Boucher-De Niverville, ki se nahaja v Trois-Rivières v provinci Quebec, je bil zgrajen sredi 17. stoletja
- Château Ramezay je eden najbolje ohranjenih dvorcev v Montrealu, zgrajen leta 1705..
- Maison François-Jacquet-Dit-Langevin, ki se nahaja v središču starega Quebeca, je bila zgrajena leta 1675.
- Hiša LeBer-LeMoyne je bila pomembna trgovska postaja, ko je bila zgrajena v poznem 17. stoletju. Danes je v zgodovinskem muzeju v Montrealu.
- Katedrala-bazilika Notre-Dame de Québec, ki se je začela leta 1647, je najstarejša cerkev v Ameriki severno od španskih kolonij na Floridi in Novi Mehiki.

## V Združenih državah Amerike
Francoski kolonialni slog je bil eden od štirih domačih arhitekturnih slogov, ki so se razvili v kolonialnem obdobju v območju, ki je postalo Združene države Amerike. Drugi slogi so bili jurijanski, nizozemski kolonialni in španski kolonialni. Francoski kolonialni slog se je razvil v naseljih držav Illinois in Francoske Louisiane. Domneva se, da so nanj predvsem vplivali gradbeni slogi francoske Kanade in Karibov. Začetek je bil leta 1699 z ustanovitvijo Francoske Louisiane, vendar so ga nadaljevali še potem ko je Španija leta 1763 prevzela nadzor nad kolonialnim ozemljem. Slogi gradnje, ki so se razvili v francoskem kolonialnem obdobju, vključujejo kreolsko kočo, kreolsko mestno hišo in francosko kreolsko plantažno hiša.
- Uršulinski samostan v New Orleansu, zgrajen ok. 1752. Je najstarejša ohranjena stavba iz francoskega kolonialnega obdobja v New Orleansu. Je primer štukaturne opečne gradnje.
- Hiša Gabriela Peyrouxa v New Orleansu, zgrajena ok. 1780, je primer gradnje briquette-entre-poteaux (opeka med stebri).
- Plantaža Lorreins, znana tudi kot stara španska carinarnica, v New Orleansu, zgrajena ok. 1784
- Plantaža Destrehan blizu Destrehana, župnija St. Charles, Louisiana, zgrajena ok. 1787, deli so bili spremenjeni leta 1840, da odražajo neogrški slog.
- Hiša Bequette-Ribault v Ste. Geneviève, Missouri, c. 1789 je primer gradnje poteaux-en-terre.
- Hišni muzej Louisa Bolduca v Ste. Geneviève, Missouri, c. 1792 je primer gradnje poteaux-sur-sol.
- Parlange Plantation House v Mixu v Louisiani je bila zgrajena c. 1754 in je zgodnji primer francoske kolonialne arhitekture v Združenih državah.

## V Jugovzhodni Aziji
Francoska kolonizacija treh držav v Celinski jugovzhodni Aziji – Vietnama, Laosa in Kambodže, znanih kot Francoska Indokina v 19. in 20. stoletju, je pustila trajno arhitekturno zapuščino. Večina francoskih kolonialnih stavb, ki so zdaj večinoma spremenjene za javno uporabo, je v velikih mestnih območjih in sicer v Hanoju in Hošiminh]]u (Vietnam) ter v Phnom Penhu (Kambodža).

### Vietnam
Različne kolonialne stavbe in konstrukcije so postale priljubljene turistične destinacije. Glavne znamenitosti, ki so postale ikone mest, vključno s Hanojem in Hošhiminhom so:
- Predsedniška palača, Hanoj
- Most Long Biên
- Grand Palais, zgrajena za hanojsko razstavo 1902-1903, uničena med drugo svetovno vojno
- Hanoj, Tonkinska palača, v kateri je bil nekdanji francoski guverner Tonkina
- Hanojska opera zgrajena po vzoru Palače Garnier v Hanoju
- Hanoj, sedež Državne banke Vietnama v slogu art deco
- Hanoj, Narodni muzej vietnamske zgodovine, nekdanja prva École française d'Extrême-Orient
- Hanoj, vogal hotela Metropole
- Stolnica sv. Jožefa, Hanoj, ki spominja na Notre Dame de Paris
- Hanoj, kampus Indokitajske medicinske fakultete in Université Indochinoise
- Hanoj, lokalna policijska postaja v kolonialni stavbi ob jezeru Hoàn Kiếm
- Hanoj, francoska vila v okrožju Ba Đình
- Hanoj, vladni urad (sedež domovinske fronte)
- Hošhiminh, Mestno gledališče
- Mestna hiša v Hošhiminhu
- Centralna pošta v Hošhiminhu
- Stolnica Notre-Dame, Hošiminh
- Hotel Dalat Palace v mestu Đà Lạt
- Operna hiša v Hải Phòngu

### Kambodža
V Phnom Penhu:
- Centralna tržnica, Phnom Penh
- Kraljeva železniška postaja
- Hotel Le Royal
- Nacionalna knjižnica Kambodže
- Villa Picturesque[6]
- Unescova kitajsko-kmerska vila

- Pošta Phnom Penh
- Kraljeva železniška postaja Phnom Penh
- Raffles Hotel Le Royal
- Unescov urad v Phnom Penhu
- Železniška postaja v Battambangu
- Stavba v Kampotu

### Laos
- Tipična kolonialna hiša v Luang Prabangu
- Hiša umetnosti in obrti v francoskem slogu v Vientianu

## V Afriki

### Severna Afrika
Francoska kolonialna arhitektura iz 19. in zgodnjega 20. stoletja je značilna za evropska okrožja večine alžirskih in tunizijskih mest, pa tudi za Casablanco v Maroku. Sredi 20. stoletja je Alžir postal pomembno središče modernistične arhitekture.
- Bazilika Notre-Dame d'Afrique, Alžir, Alžirija
- Stanovanjska stavba v Casablanci, Maroko
- Stanovanjska stavba v Alžiru, Alžirija
- Stanovanjska stavba na Rue Didouche-Mourad, Alžir, Alžirija (prej Rue Michelet)
- Rue d'Isly v Alžiru (začetek 20. stoletja)
- Lycée Bugeaud v Alžiru (začetek 20. stoletja)

### Zahodna Afrika
Francosko kolonialno arhitekturo najdemo v številnih velikih in srednje velikih zahodnoafriških mestih, s posebno pomembno koncentracijo v nekdanjem glavnem mestu Saint-Louis v Senegalu.
- Rue Lebon v Saint Louisu (okoli 1900)
- Kolonialne hiše v Saint Louisu

### Centralna Afrika
Brazzaville, glavno mesto Konga, in Douala, največje mesto Kameruna, imata veliko francoskih kolonialnih stavb.
- Sedež francoskega generalnega komisarja v Brazzavillu (okoli 1896–1910)
- Gospodarska zbornica v Douali, Kamerun
- Palača pravice v Douali
- Nekdanja rezidenca francoskega regionalnega guvernerja v Douali